# Mother Love Bone (album)
Albums de Mother Love Bone
Apple
(1990)
Mother Love Bone est une compilation du groupe du même nom. Elle est sortie en septembre 1992 sur le label Mercury Records (Polygram pour l'Europe).

## Historique
Cette compilation est sortie alors que le groupe n'existait plus à la suite du décès de son chanteur Andrew Wood en mars 1990 et que Jeff Ament et Stone Gossard avaient fondé Pearl Jam. Il s'agit en fait de l'unique album du groupe, Apple, accolé au premier et unique Ep, Shine. Le deuxième disque est composé de deux titres bonus.
Elle débuta à la 77e place du classement du Billboard 200 américain et resta classée pendant douze semaines.

## Liste des titres

### Disc 1
- Les titres de 1 à 13 proviennent de l'album, Apple.
- Les titres de 14 à 17 proviennent de l'Ep, Shine.

| No  | Titre                           | Auteur                           | Durée      |
| --- | ------------------------------- | -------------------------------- | ---------- |
| 1.  | This Is Shangrila               | Stone Gossard / Mother Love Bone | 3 min 41 s |
| 2.  | Stardog Champion                | Gossard / Mother Love Bone       | 4 min 58 s |
| 3.  | Holy Roller                     | Jeff Ament / Mother Love Bone    | 4 min 26 s |
| 4.  | Bone China                      | Gossard / Mother Love Bone       | 3 min 45 s |
| 5.  | Come Bite the Apple             | Gossard / Mother Love Bone       | 5 min 25 s |
| 6.  | Stargazer                       | Andrew Wood / Mother Love Bone   | 4 min 49 s |
| 7.  | Heartshine                      | Mother Love Bone                 | 4 min 35 s |
| 8.  | Captain Hi-Top                  | Mother Love Bone                 | 3 min 05 s |
| 9.  | Man of Golden Words             | Wood / Mother Love Bone          | 3 min 40 s |
| 10. | Capricorn Sister                | Gossard / Mother Love Bone       | 4 min 17 s |
| 11. | Gentle Groove                   | Wood / Mother Love Bone          | 4 min 02 s |
| 12. | Mr. Danny Boy                   | Gossard / Mother Love Bone       | 4 min 49 s |
| 13. | Crowns of Thorns                | Wood / Mother Love Bone          | 6 min 21 s |
| 14. | Thru Fade Away                  | Gossard / Mother Love Bone       | 3 min 40 s |
| 15. | Mindshaker Meltdown             | Gossard / Mother Love Bone       | 3 min 47 s |
| 16. | Half Ass Monkey Boy             | Mother Love Bone                 | 3 min 18 s |
| 17. | Chloe Dancer / Crowns of Thorns | Wood / Mother Love Bone          | 8 min 40 s |

### Disc 2
- CD Bonus

| No | Titre                               | Auteur                     | Durée      |
| -- | ----------------------------------- | -------------------------- | ---------- |
| 1. | Capricorn Sister (Version de Shine) | Gossard / Mother Love Bone | 3 min 54 s |
| 2. | Lady Godiva Blues                   | Mother Love Bone           | 3 min 23 s |

## Musiciens
- Andrew Wood : chant, piano.
- Stone Gossard : guitares, chœurs.
- Jeff Ament : basse.
- Greg Gilmore : batterie, percussions.
- Bruce Fairweather : guitares.

## Classement musical
| Pays       | Durée du classement | Meilleur classement | Date            |
| ---------- | ------------------- | ------------------- | --------------- |
| États-Unis | 12 semaines         | 77e                 | 10 octobre 1992 |